# Pop TV
POP TV est une chaîne de télévision nationale privée slovène.

## Programmation
La chaîne retransmet des programmes d'informations, de divertissements, des évènements sportifs ainsi que des films et séries.